# Cabillot
Ne doit pas être confondu avec Cabillaud (homonymie).

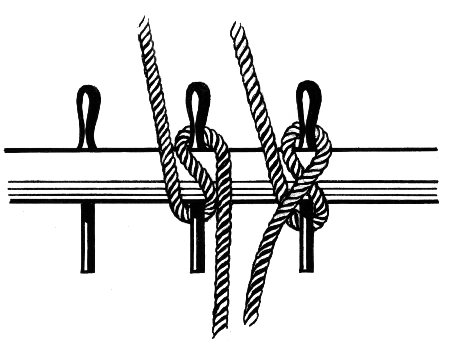
Schéma de trois cabillots sur un râtelier

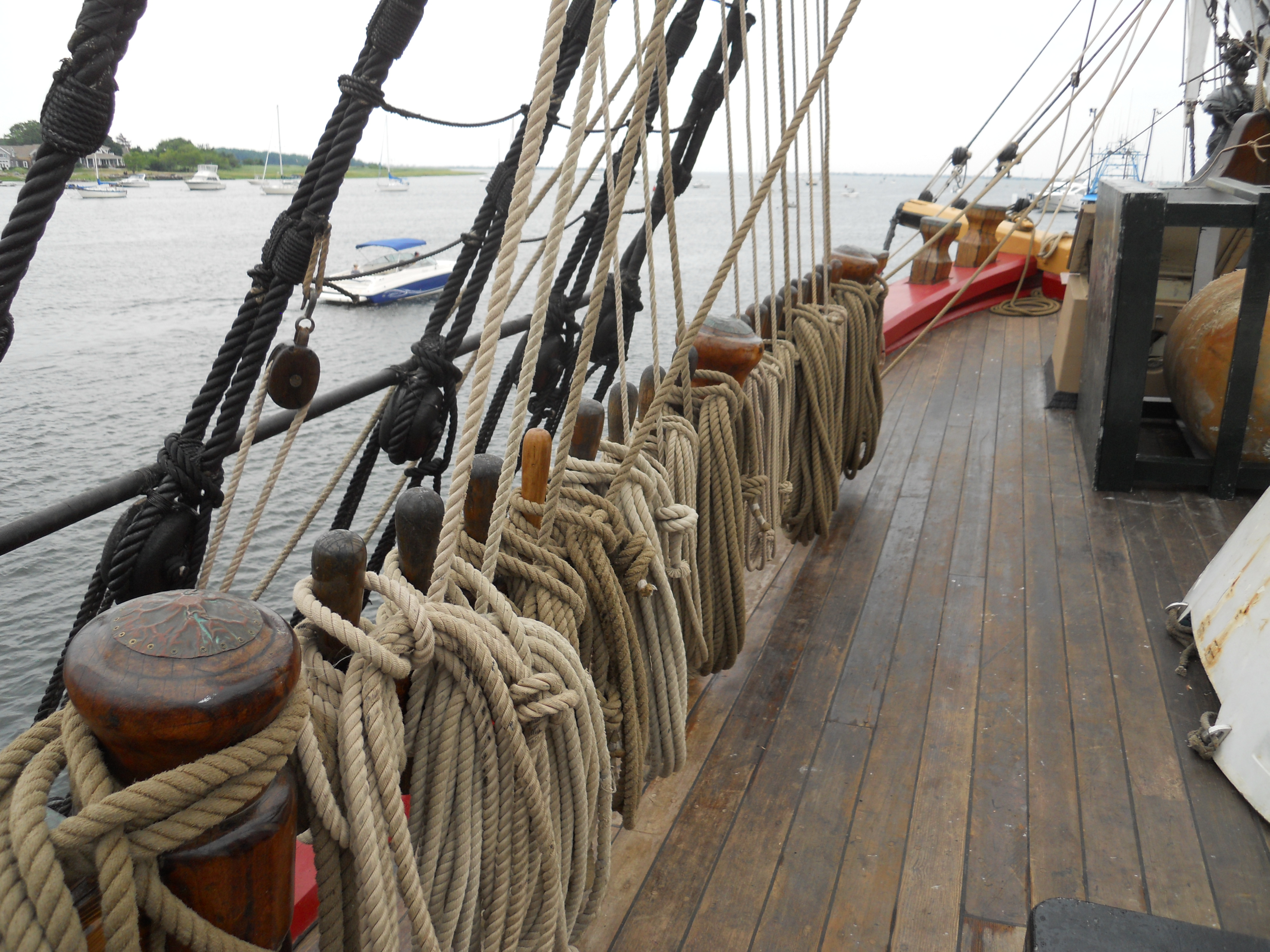
Série de cabillots sur le pont du Bounty (1960).

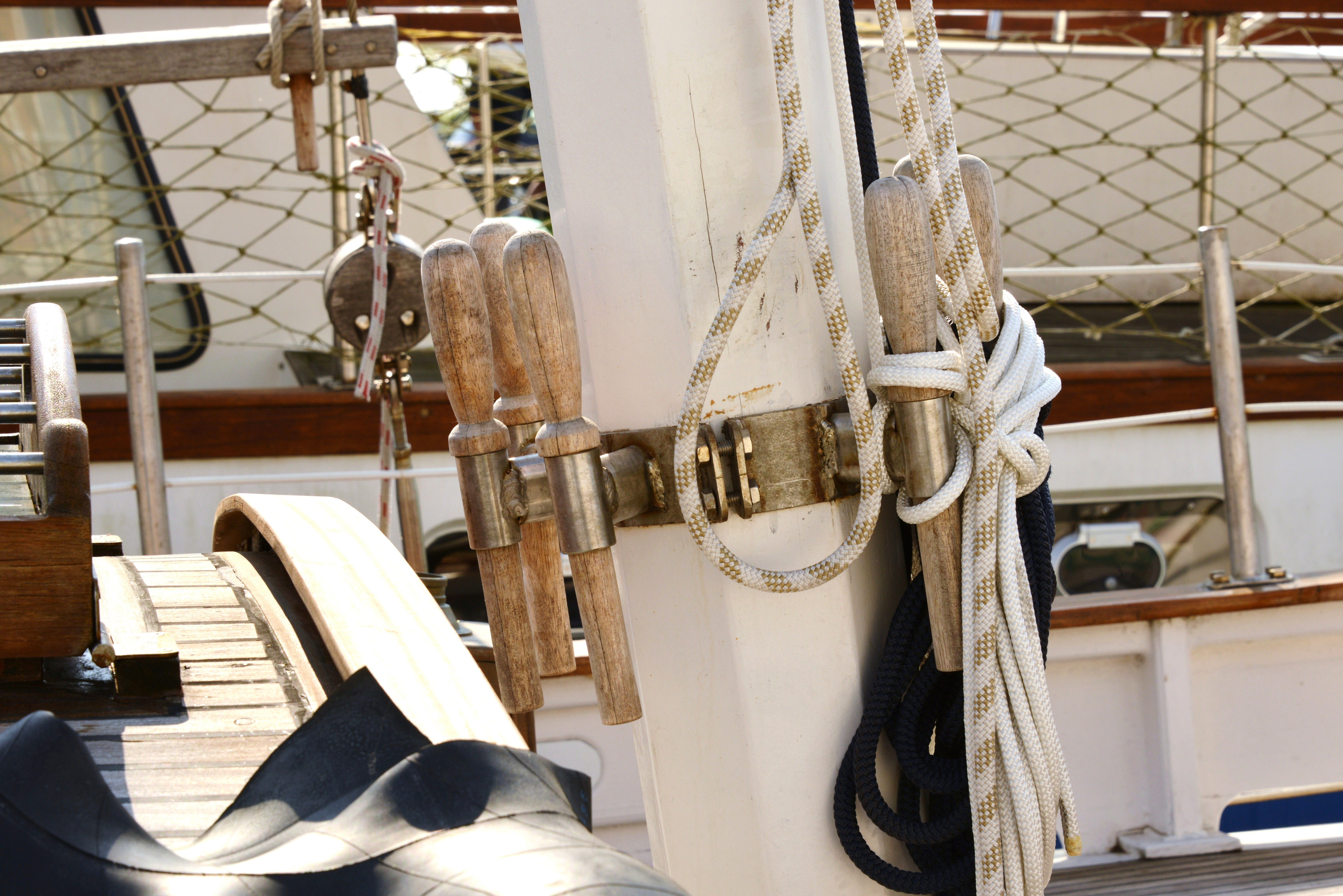
Cabillot au pied d'un mât de la goélette Ayla

Un cabillot a la fonction de taquet et est surtout utilisé sur les gréements anciens. Il s'agit de chevilles en bois ou en métal, mobiles et verticales traversant un râtelier. Les cabillots sont utilisés pour tourner les manœuvres courantes ou comme poulie pour dévier une écoute.
Il existe divers synonymes : Chevillot, quinçonneau et en anglais : Belaying pin, stick ou head

## Tourner un cordage sur un cabillot
Tourner des écoutes sur un cabillot s'effectue par une série de deux tours en huit passant par l'extrémité supérieure et inférieure. Un dernier tour complète le nouage par une demi boucle inversée pour bloquer le cordage.

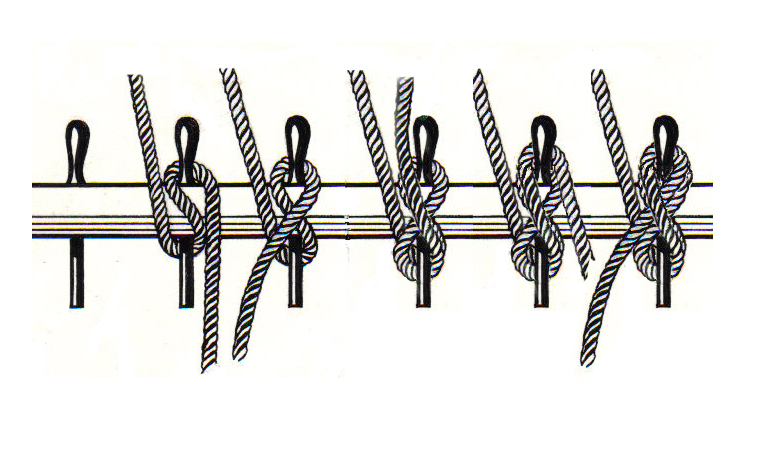
Tourner une écoute sur un cabillot

## Pièces de bois

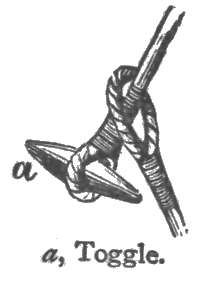
Un cabillot est aussi une petite pièce de bois fermant un cordage (illustration de 1908).

Un cabillot (toggle, en anglais) est également une petite pièce de bois muni d'une estrope (cordage épissé ceinturant une pièce de bois), fermant un cordage et utilisé par exemple pour être placé dans un œillet de voile ou un anneau de cordage.